# Eranina flaviventris
Eranina flaviventris là một loài bọ cánh cứng trong họ Cerambycidae.